# Big Things Poppin' (Do It)
Big Things Poppin' (Do It) is de eerste single van T.I. vs. T.I.P., het vijfde album van de Amerikaanse rapper T.I.. Het nummer werd uitgebracht op 1 mei 2007 door het platenlabel Grand Hustle/Atlantic en werd geproduceerd door Mannie Fresh. De dirty-versie heet Big Shit Poppin' (Do It). Het nummer stond op de 66e plek in de "The 100 Best Songs of 2007"-lijst van Rolling Stone.

## Hitlijsten
| Hitlijst (2007)                      | Hoogste positie |
| ------------------------------------ | --------------- |
| Canadian Singles Chart               | 75              |
| Japanse Singles Chart                | 5               |
| New Zealand Singles Chart            | 8               |
| U.S. Billboard Hot 100               | 9               |
| U.S. Billboard Hot R&B/Hip-Hop Songs | 7               |
| U.S. Billboard Hot Rap Tracks        | 2               |
| U.S. Billboard Pop 100               | 20              |